# Alamukka
Alamukka är en sjö i kommunen Enare i landskapet Lappland i Finland. Arean är 13 hektar och strandlinjen är 3,18 kilometer lång.  Den  ingår i Pasvik älvs huvudavrinningsområde.  Sjön ligger omkring 270 kilometer norr om Rovaniemi och omkring 970 kilometer norr om Helsingfors. 
I sjön finns ön Alamukansaari. 